# Simon Hedlund
Simon Fredrik Hedlund, född 11 mars 1993, är en svensk fotbollsspelare (anfallare), som sedan augusti 2023 åter spelar för IF Elfsborg.

## Klubbkarriär
Hedlund kom 2009 till IF Elfsborg som 16–åring från Trollhättan och gick igenom hela elitverksamheten innan han blev uppflyttad till A–truppen guldåret 2012. Sedan dess har han för varje år och säsong som gått, utvecklats till en fruktad poängspelare i allsvenskan med snabbheten som den mest uppenbara spetsegenskapen. 
I augusti 2016 värvades han til tyska Union Berlin. Efter tre säsonger i 2. Fußball-Bundesliga och därefter fyra i danska ligan med Brøndby IF vände han åter till IF Elfsborg.

## Landslagskarriär
Hedlund debuterade för Sveriges landslag den 9 januari 2020 i en 1–0-vinst över Moldavien, där han blev inbytt i den 75:e minuten mot Jordan Larsson. Tre dagar senare gjorde Hedlund sitt första landslagsmål i en 1–0-vinst över Kosovo.